# Emil Euchner
Emil Euchner (ur. 1913, zm. ?) – zbrodniarz nazistowski, członek załogi niemieckiego obozu koncentracyjnego Dachau. SS-Rottenführer.
Z zawodu hydraulik. W sierpniu 1939 zgłosił się na ochotnika do Luftwaffe. Członek NSDAP od 1934 i Waffen-SS (od 1 września 1944). Od jesieni 1943 do kwietnia 1945 pełnił służbę w podobozie KL Dachau - Augsburg. 
W procesie członków załogi Dachau (US vs. Johannes Berscheid i inni), który miał miejsce w dniach 12–25 sierpnia 1947 przed amerykańskim Trybunałem Wojskowym w Dachau skazany został na 5 lat pozbawienia wolności za pobicie kijem i skopanie kilku więźniów w kwietniu 1944.